# فرانک شکسپیر
فرانک شکسپیر (انگلیسی: Frank Shakespeare؛ زادهٔ ۳۱ مه ۱۹۸۰) قایقران روئینگ اهل ایالات متحده آمریکا بود.
وی در مسابقات کشوری و بین‌المللی در مجموع برندهٔ ۱ مدال طلا شده‌است.